# Eupithecia lacteolata
Eupithecia lacteolata là một loài bướm đêm trong họ Geometridae.